# Famille Boudet (Caussade)
Pour les articles homonymes, voir Familles  Boudet et Boudet.
La famille Boudet est une famille française originaire de Caussade, dans le Tarn-et-Garonne, où ses membres étaient marchands depuis le XVIe siècle. Deux de ses représentants furent titrés sous le Premier Empire : Jacques Boudet, chevalier de l'Empire le 26 avril 1810, et Étienne Boudet, baron de l'Empire le 15 août 1809. Ils sont à l'origine de deux branches, toutes deux éteintes au XXe siècle.

## Histoire
La famille Boudet est originaire de Caussade (Tarn-et-Garonne), près de Montauban, où elle est connue dès le XVIe siècle. Antoine Boudet est attesté en 1549 et son fils Pierre se marie en 1542 à Caussade. Les Boudet devinrent progressivement des notables locaux. Marchands tanneurs au XVIIe siècle, ils prennent rang de négociants au XVIIIe siècle, avec Pierre Boudet (1702-1747) et son frère Jean (1710-1782), établi en Hollande. Pierre épousa Anne Duc, la fille du riche armateur local devenu Bordelais Isaac Duc qui participa activement dans le commerce avec le Nouveau Monde. La femme d'Isaac, Antoinette du Roy d'Hauterive, issue de la noblesse regionale, descendait de beaucoup de grandes familles telles les de Raymond de Folmont, de Berail, de Morlhon, etc. Le fils de Pierre, Pierre Paul (1739-1813), fut directeur des postes de Caussade.
Des quatre fils de Pierre Paul, trois participèrent aux guerres de la Révolution française, comme volontaires dès l’an II : Jacques (1760-1840), Étienne (1761-1828) et Pierre (1764-1826), le premier au 14e régiment de chasseurs à cheval, les second et troisième au 43e régiment d’infanterie (plus tard le 85e puis le 34e régiment d’infanterie). Jacques Boudet resta dans la carrière et prit sa retraite comme colonel en 1805,. Étienne Boudet, établi à Laval, s’engagea dans la politique comme maire de Laval et député de la Mayenne. Pierre retourna à Caussade vivre en propriétaire exploitant aisé. L’ainé des fils de Pierre Paul, prénommé aussi Pierre Paul (1758-1813) résidait à cette époque à Paris, étant employé au ministère de l’Intérieur.
Au XIXe siècle, Pierre Paul Boudet (1799-1844), fils de Jacques, fervent révolutionnaire de 1830, son fils Léopold (1837-1908), ses petits-fils Gaston (1861- ?), Georges (1863-1902) et Albert (1866- ?) eurent diverses fonctions dans l’État, comme administrateurs préfectoraux, coloniaux ou diplomates.

## Filiation
- Pierre Paul Boudet (1739-1813), directeur des postes à Caussade, près de Montauban. Il épouse en 1757 Jeanne Senhil, dont[4] :
  - Pierre Paul Boudet (1758-1813), employé au ministère de l'Intérieur à Paris.
  - Jacques Boudet (1760-1840), colonel, chevalier de l'Empire le 26 avril 1810. Il épouse en 1799 Clarisse Delon (1774- ), dont :
    - Pierre Paul Boudet (1799-1844), avocat, homme politique. Il épouse en 1835 Louise Pauline Suzelly Rigail de Lastours (1817-1845)[5], tante de François Rigail de Lastours (1855-1885), explorateur, dont :
      - Léopold Boudet (1837-1908), secrétaire général à Alger (1859) puis Cahors (1872), sous-préfet à Figeac (1872), à Barbezieux (1876), à Pamiers (1877), à Bastia (1884) puis Sedan (1890). Il épouse en 1859 Marie Élodie de Villemur (1833-1891), dont :
        - Gaston Boudet (1861-), membre du cabinet de préfecture du Lot-et-Garonne (1844) puis du Gers (1892)

      - Léonce Boudet (1841-1904), secrétaire général de préfecture du Lot-et-Garonne en 1877, préfet, censeur de la Banque de France. En 1879, il épouse Marguerite Albrespy.

  - Étienne Boudet (1761-1828), baron de l'Empire le 30 septembre 1811[6], maire de Laval. Il épouse en 1798 Marie Gabrielle de Launey de Fresney (1769-1837), dont :
    - Paul Boudet (1800-1877), avocat, homme politique. Il épouse en 1829 Marie-Antoinette Fourchon (1811-1892).

## Titres et armoiries

### Titres
- Baron Boudet et de l'Empire (30 septembre 1811)
- Chevalier Boudet et de l'Empire (5 août 1809)
- Chevalier Boudet et de l'Empire (26 avril 1810)

### Armoiries
« Écartelé : aux I et IV, d'or au chevron de sable, au comble d'azur chargé de trois fusées d'argent ; au II, de gueules à l'épée d'argent qui est des barons militaires d'Empire ; au III, de gueules à une étoile d'argent mantelé d'or à l'épée posée en fasce d'azur. »

« De sinople à la fasce cousue de gueules chargée d'une étoile de légionnaire d'argent, accompagnée en chef de deux épées d'or passées en sautoir et en pointe d'un lévrier courant d'argent. »

### Fonds d'archives
- Les archives de la famille Boudet sont conservées aux Archives nationales sous la cote 483AP (Description du fonds conservé aux Archives nationales sur la salle des inventaires virtuelle).